# 20776 Juliekrugler
20776 Juliekrugler è un asteroide della fascia principale. Scoperto nel 2000, presenta un'orbita caratterizzata da un semiasse maggiore pari a 2,6107570 UA e da un'eccentricità di 0,1584838, inclinata di 4,28593° rispetto all'eclittica.